# Suze (Drôme)
Suze é uma comuna francesa na região administrativa de Auvérnia-Ródano-Alpes, no departamento de Drôme. Estende-se por uma área de 14,43 km². Em 2010 a comuna tinha 239 habitantes (densidade: 16,6 hab./km²).